# 1. Fußball-Club Köln 01/07 2018-2019
Questa voce raccoglie le informazioni riguardanti il 1. Fußball-Club Köln 01/07  nelle competizioni ufficiali della stagione calcistica 2018-2019.

## Stagione
Nella stagione 2018-2019 il Colonia, allenato da André Pawlak, concluse il campionato di 2. Bundesliga al 1º posto e fu promosso in Bundesliga. In coppa di Germania il Colonia fu eliminato al secondo turno dallo Schalke 04.

## Rosa
| N. |                        | Ruolo | Calciatore            |
| -- | ---------------------- | ----- | --------------------- |
| 28 | Germania (bandiera)    | P     | Jan-Christoph Bartels |
| 1  | Germania (bandiera)    | P     | Timo Horn             |
| 18 | Germania (bandiera)    | P     | Thomas Kessler        |
| 31 | Stati Uniti (bandiera) | P     | Brady Scott           |
| 35 | Germania (bandiera)    | D     | Matthias Bader        |
| 5  | Germania (bandiera)    | D     | Rafael Czichos        |
| 14 | Germania (bandiera)    | D     | Jonas Hector          |
| 23 | Germania (bandiera)    | D     | Jannes Horn           |
| 22 | Spagna (bandiera)      | D     | Jorge Meré            |
| 34 | Germania (bandiera)    | D     | Noah Katterbach       |
| 2  | Germania (bandiera)    | D     | Benno Schmitz         |
| 3  | Germania (bandiera)    | D     | Lasse Sobiech         |
| 4  | Danimarca (bandiera)   | D     | Frederik Sørensen     |
| 17 | Germania (bandiera)    | C     | Christian Clemens     |
| 24 | Germania (bandiera)    | C     | Dominick Drexler      |

| N. |                      | Ruolo | Calciatore       |
| -- | -------------------- | ----- | ---------------- |
| 26 | Germania (bandiera)  | C     | Chris Führich    |
| 8  | Germania (bandiera)  | C     | Johannes Geis    |
| 36 | Germania (bandiera)  | C     | Niklas Hauptmann |
| 6  | Germania (bandiera)  | C     | Marco Höger      |
| 30 | Austria (bandiera)   | C     | Florian Kainz    |
| 21 | Francia (bandiera)   | C     | Vincent Koziello |
| 33 | Germania (bandiera)  | C     | Matthias Lehmann |
| 38 | Danimarca (bandiera) | C     | Nikolas Nartey   |
| 20 | Germania (bandiera)  | C     | Salih Özcan      |
| 7  | Germania (bandiera)  | C     | Marcel Risse     |
| 13 | Austria (bandiera)   | C     | Louis Schaub     |
| 15 | Colombia (bandiera)  | A     | Jhon Córdoba     |
| 27 | Francia (bandiera)   | A     | Anthony Modeste  |
| 9  | Germania (bandiera)  | A     | Simon Terodde    |

## Organigramma societario
Area tecnica
- Allenatore: André Pawlak
- Allenatore in seconda: Manfred Schmid
- Preparatore dei portieri: Andreas Menger
- Preparatori atletici: Max Weuthen, Thorsten Klopp, Klaus Maierstein, Dennis Morschel, Paul Schiedges

## Risultati

### 2. Bundesliga

#### Girone di andata
| Arbitro: | Zwayer |

|  |           |                                |
|  | Marcatori | 44’ (aut.) Leitsch 59’ Czichos |

| Arbitro: | Schlager |

|             |           |               |
| Clemens 41’ | Marcatori | 69’ Andersson |

| Arbitro: | Fritz |

|                       |           |              |
| Terodde 26’, 69’, 89’ | Marcatori | 29’ Fandrich |

| Arbitro: | Cortus |

|                                       |           |                                                            |
| Veerman 13’ Dudziak 25’ Buchtmann 65’ | Marcatori | 35’ Clemens 45’, 53’ (rig.) Terodde 57’ Guirassy 90’ Özcan |

| Arbitro: | Schmidt |

|                              |           |                                                    |
| Terodde 37’, 53’ Córdoba 84’ | Marcatori | 38’ Gueye 66’, 71’ Klement 89’ Tekpetey 90’ Michel |

| Arbitro: | Ittrich |

|  |           |                        |
|  | Marcatori | 45’ Schaub 54’ Terodde |

| Arbitro: | Aarnink |

|                         |           |            |
| Terodde 70’ (rig.), 85’ | Marcatori | 53’ Kittel |

| Arbitro: | Siebert |

|            |           |                              |
| Staude 85’ | Marcatori | 45’, 70’ Terodde 90’ Córdoba |

| Arbitro: | Badstübner |

|            |           |                           |
| Hector 35’ | Marcatori | 9’ Cauly 73’ (aut.) Bader |

| Arbitro: | Kampka |

|              |           |                    |
| Mörschel 88’ | Marcatori | 42’ (rig.) Terodde |

| Arbitro: | Stieler |

|              |           |             |
| Guirassy 58’ | Marcatori | 9’ Beermann |

| Arbitro: | Dingert |

|             |           |  |
| Lasogga 86’ | Marcatori |  |

| Arbitro: | Brych |

|                                                                  |           |          |
| Córdoba 3’, 51’ Terodde 42’, 46’, 61’ Hector 56’, 83’ Schaub 78’ | Marcatori | 72’ Atik |

| Arbitro: | Heft |

|  |           |                                     |
|  | Marcatori | 55’ Terodde 66’ Czichos 70’ Córdoba |

| Arbitro: | Storks |

|                                                 |           |  |
| Drexler 17’ Terodde 52’ (rig.), 78’ Córdoba 60’ | Marcatori |  |

| Arbitro: | Günsch |

|             |           |                              |
| Adamyan 55’ | Marcatori | 11’ Terodde 41’, 55’ Drexler |

| Arbitro: | Stieler |

|                                     |           |  |
| Córdoba 33’ Drexler 48’ Terodde 90’ | Marcatori |  |

#### Girone di ritorno
| Arbitro: | Cortus |

|                       |           |                            |
| Terodde 24’ Risse 76’ | Marcatori | 1’, 58’ Hinterseer 69’ Sam |

| Arbitro: | Welz |

|                      |           |  |
| Hartel 1’ Hübner 30’ | Marcatori |  |

| Arbitro: | Storks |

|                                   |           |           |
| Córdoba 32’, 53’, 58’ Terodde 85’ | Marcatori | 38’ Meier |

| Arbitro: | Waschitzki |

|                                    |           |                         |
| Tekpetey 80’ Pröger 86’ Ritter 90’ | Marcatori | 38’ Córdoba 73’ Modeste |

| Arbitro: | Gräfe |

|                              |           |           |
| Drexler 49’ Modeste 83’, 90’ | Marcatori | 4’ Wooten |

| Arbitro: | Petersen |

|  |           |           |
|  | Marcatori | 35’ Höger |

| Arbitro: | Heft |

|             |           |                                |
| Paulsen 90’ | Marcatori | 40’ (rig.) Modeste 59’ Drexler |

| Arbitro: | Fritz |

|                                               |           |                |
| Drexler 14’ Terodde 21’, 69’, 90’ Córdoba 48’ | Marcatori | 71’ Voglsammer |

| Arbitro: | Aytekin |

|                                                |           |  |
| Terodde 22’ Hector 25’ Córdoba 46’ Modeste 90’ | Marcatori |  |

| Arbitro: | Jöllenbeck |

|  |           |                         |
|  | Marcatori | 10’ Drexler 41’ Córdoba |

| Arbitro: | Schlager |

|                                         |           |                                         |
| Stoppelkamp 2’, 71’ Fröde 29’ Wolze 81’ | Marcatori | 24’, 53’ Córdoba 47’ Schaub 54’ Terodde |

| Arbitro: | Hartmann |

|             |           |                 |
| Drexler 26’ | Marcatori | 85’ Wintzheimer |

| Arbitro: | Schröder |

|                             |           |  |
| Berko 12’, 67’ Duljević 35’ | Marcatori |  |

| Arbitro: | Fritz |

|             |           |                       |
| Córdoba 66’ | Marcatori | 34’ Dursun 76’ Platte |

| Arbitro: | Winkmann |

|  |           |                                            |
|  | Marcatori | 8’, 41’, 65’ Córdoba 20’ (aut.) Steininger |

| Arbitro: | Kampka |

|                             |           |                                                                        |
| Hector 65’, 73’ Modeste 76’ | Marcatori | 7’ (aut.) Czichos 34’, 68’ Adamyan 45’ (rig.) Ghaddioui 90’ Föhrenbach |

| Arbitro: | Waschitzki |

|               |           |            |
| Lohkemper 53’ | Marcatori | 3’ Terodde |

### Coppa di Germania
| Arbitro: | Pfeifer |

|              |           |                                                                               |
| Twardzik 19’ | Marcatori | 21’, 34’, 41’, 75’ Terodde 44’, 66’ Drexler 59’ Risse 63’ Koziello 86’ Schaub |

| Arbitro: | Osmers |

|                                                   |                      |                                                        |
| Córdoba 43’                                       | Marcatori            | 88’ (rig.) Bentaleb                                    |
| Höger Özcan Terodde Guirassy Risse Hector Drexler | Tiri di rigore 5 – 6 | Burgstaller Nastasić Caligiuri Harit Bentaleb Rudy Uth |

## Statistiche

### Statistiche di squadra
| Competizione      | Punti | In casa | In casa | In casa | In casa | In casa | In casa | In trasferta | In trasferta | In trasferta | In trasferta | In trasferta | In trasferta | Totale | Totale | Totale | Totale | Totale | Totale | DR  |
| Competizione      | Punti | G       | V       | N       | P       | Gf      | Gs      | G            | V            | N            | P            | Gf           | Gs           | G      | V      | N      | P      | Gf     | Gs     | DR  |
| ----------------- | ----- | ------- | ------- | ------- | ------- | ------- | ------- | ------------ | ------------ | ------------ | ------------ | ------------ | ------------ | ------ | ------ | ------ | ------ | ------ | ------ | --- |
| 2. Bundesliga     | 63    | 17      | 9       | 3       | 5       | 49      | 26      | 17           | 10           | 3            | 4            | 35           | 21           | 34     | 19     | 6      | 9      | 84     | 47     | +37 |
| Coppa di Germania | -     | 1       | 0       | 1       | 0       | 1       | 1       | 1            | 1            | 0            | 0            | 9            | 1            | 2      | 1      | 1      | 0      | 10     | 2      | +8  |
| Totale            | -     | 18      | 9       | 4       | 5       | 50      | 27      | 18           | 11           | 3            | 4            | 44           | 22           | 36     | 20     | 7      | 9      | 94     | 49     | +45 |

### Andamento in campionato
| Giornata  | 1 | 2 | 3 | 4 | 5 | 6 | 7 | 8 | 9 | 10 | 11 | 12 | 13 | 14 | 15 | 16 | 17 | 18 | 19 | 20 | 21 | 22 | 23 | 24 | 25 | 26 | 27 | 28 | 29 | 30 | 31 | 32 | 33 | 34 |
| --------- | - | - | - | - | - | - | - | - | - | -- | -- | -- | -- | -- | -- | -- | -- | -- | -- | -- | -- | -- | -- | -- | -- | -- | -- | -- | -- | -- | -- | -- | -- | -- |
| Luogo     | T | C | C | T | C | T | C | T | C | T  | C  | T  | C  | T  | C  | T  | C  | C  | T  | C  | T  | C  | T  | T  | C  | C  | T  | T  | C  | T  | C  | T  | C  | T  |
| Risultato | V | N | V | V | P | V | V | V | P | N  | N  | P  | V  | V  | V  | V  | V  | P  | P  | V  | P  | V  | V  | V  | V  | V  | V  | N  | N  | P  | P  | V  | P  | N  |
| Posizione | 3 | 4 | 1 | 1 | 4 | 1 | 1 | 1 | 1 | 1  | 1  | 3  | 2  | 2  | 2  | 2  | 2  | 2  | 2  | 2  | 2  | 2  | 1  | 1  | 1  | 1  | 1  | 1  | 1  | 1  | 1  | 1  | 1  | 1  |

Legenda:

Luogo: C = Casa; T = Trasferta. Risultato: V = Vittoria; N = Pareggio; P = Sconfitta.

### Statistiche dei giocatori
| Giocatore     | 2. Bundesliga | 2. Bundesliga | 2. Bundesliga | 2. Bundesliga | Coppa di Germania | Coppa di Germania | Coppa di Germania | Coppa di Germania | Totale   | Totale | Totale      | Totale     |
| Giocatore     | Presenze      | Reti          | Ammonizioni   | Espulsioni    | Presenze          | Reti              | Ammonizioni       | Espulsioni        | Presenze | Reti   | Ammonizioni | Espulsioni |
| ------------- | ------------- | ------------- | ------------- | ------------- | ----------------- | ----------------- | ----------------- | ----------------- | -------- | ------ | ----------- | ---------- |
| J. Bartels    | -             | -             | -             | -             | -                 | -                 | -                 | -                 | -        | -      | -           | -          |
| T. Horn       | 33            | 0             | 1             | 0             | 2                 | 0                 | 0                 | 0                 | 35       | 0      | 1           | 0          |
| T. Kessler    | 1             | 0             | 0             | 0             | -                 | -                 | -                 | -                 | 1        | 0      | 0           | 0          |
| B. Scott      | -             | -             | -             | -             | -                 | -                 | -                 | -                 | -        | -      | -           | -          |
| M. Bader      | 4             | 0             | 1             | 0             | -                 | -                 | -                 | -                 | 4        | 0      | 1           | 0          |
| R. Czichos    | 32            | 2             | 7             | 0             | 2                 | 0                 | 0                 | 0                 | 34       | 2      | 7           | 0          |
| J. Hector     | 29            | 6             | 8             | 1             | 2                 | 0                 | 0                 | 0                 | 31       | 6      | 8           | 1          |
| J. Horn       | 18            | 0             | 4             | 0             | 1                 | 0                 | 0                 | 0                 | 19       | 0      | 4           | 0          |
| J. Meré       | 26            | 0             | 5             | 1             | 2                 | 0                 | 0                 | 0                 | 28       | 0      | 5           | 1          |
| N. Katterbach | -             | -             | -             | -             | -                 | -                 | -                 | -                 | -        | -      | -           | -          |
| B. Schmitz    | 15            | 0             | 4             | 0             | -                 | -                 | -                 | -                 | 15       | 0      | 4           | 0          |
| L. Sobiech    | 17            | 0             | 4             | 0             | -                 | -                 | -                 | -                 | 17       | 0      | 4           | 0          |
| F. Sørensen   | 5             | 0             | 1             | 0             | -                 | -                 | -                 | -                 | 5        | 0      | 1           | 0          |
| C. Clemens    | 20            | 2             | 0             | 0             | 1                 | 0                 | 0                 | 0                 | 21       | 2      | 0           | 0          |
| D. Drexler    | 33            | 9             | 5             | 0             | 2                 | 2                 | 0                 | 0                 | 35       | 11     | 5           | 0          |
| C. Führich    | -             | -             | -             | -             | -                 | -                 | -                 | -                 | -        | -      | -           | -          |
| J. Geis       | 14            | 0             | 1             | 0             | -                 | -                 | -                 | -                 | 14       | 0      | 1           | 0          |
| N. Hauptmann  | 12            | 0             | 1             | 0             | -                 | -                 | -                 | -                 | 12       | 0      | 1           | 0          |
| M. Höger      | 26            | 1             | 8             | 0             | 2                 | 0                 | 1                 | 0                 | 28       | 1      | 9           | 0          |
| F. Kainz      | 14            | 0             | 3             | 1             | -                 | -                 | -                 | -                 | 14       | 0      | 3           | 1          |
| V. Koziello   | 14            | 0             | 2             | 0             | 1                 | 1                 | 0                 | 0                 | 15       | 1      | 2           | 0          |
| M. Lehmann    | 4             | 0             | 0             | 0             | -                 | -                 | -                 | -                 | 4        | 0      | 0           | 0          |
| N. Nartey     | 1             | 0             | 0             | 0             | -                 | -                 | -                 | -                 | 1        | 0      | 0           | 0          |
| S. Özcan      | 15            | 1             | 2             | 0             | 2                 | 0                 | 1                 | 0                 | 17       | 1      | 3           | 0          |
| M. Risse      | 21            | 1             | 1             | 0             | 2                 | 1                 | 0                 | 0                 | 23       | 2      | 1           | 0          |
| L. Schaub     | 27            | 3             | 3             | 0             | 2                 | 1                 | 1                 | 0                 | 29       | 4      | 4           | 0          |
| J. Córdoba    | 31            | 20            | 4             | 1             | 2                 | 1                 | 0                 | 0                 | 33       | 21     | 4           | 1          |
| A. Modeste    | 10            | 6             | 2             | 0             | -                 | -                 | -                 | -                 | 10       | 6      | 2           | 0          |
| S. Terodde    | 33            | 29            | 4             | 0             | 2                 | 4                 | 0                 | 0                 | 35       | 33     | 4           | 0          |
| S. Guirassy   | 16            | 2             | 0             | 0             | 1                 | 0                 | 0                 | 0                 | 17       | 2      | 0           | 0          |
| S. Zoller     | 2             | 0             | 0             | 0             | 1                 | 0                 | 0                 | 0                 | 3        | 0      | 0           | 0          |